# Michael James Foreman
Michael James Foreman (*29. března 1957 v Columbusu, stát Ohio) je americký letec a kosmonaut. Ve vesmíru byl dvakrát.

## Život

### Studium a zaměstnání
Absolvoval střední školu Wadsworth High School v Wadsworth (1975), poté nastoupil na námořní akademii US Naval Academy. Dostudoval zde v roce 1979 a zůstal v armádě jako pilot. Později absolvoval postgraduální studium na Naval Postgraduate School v Monterey. Toto zakončil v roce 1986, i nadále zůstal pilotem.
V letech 1998 až 2000 absolvoval výcvik budoucích kosmonautů v Houstonu, poté byl zařazen do tamní jednotky astronautů NASA.
Oženil se, jeho manželkou se stala Lorrie Dancerová.

### Lety do vesmíru
Na oběžnou dráhu se v raketoplánu dostal dvakrát ve funkci letový specialista, pracoval na orbitální stanici ISS, strávil ve vesmíru 26 dní, 13 hodin a 27 minut. Absolvoval také pět výstupů do volného vesmíru (EVA), strávil tam celkem 32 hodin a 19 minut.
Byl 470 člověkem ve vesmíru.
- STS-123 Endeavour (11. března 2008 – 27. března 2008)
- STS-129 Atlantis (16. listopadu 2009 – 27. listopadu 2009)